# Jacobo Fijman
Jacobo Fijman (născut Iankev Fihman; n. 25 ianuarie 1898, Orhei, gubernia Basarabia, Imperiul Rus – d. 1 decembrie 1970, Buenos Aires, Argentina) a fost un evreu basarabean și poet argentinian.

## Biografie
S-a născut în orașul Orhei din același ținut, gubernia Basarabia (Imperiul Rus), în familia negustorului Șmil Fihman. De mic copil a fost interesat de artă, muzică și literatură. În 1904, împreună cu familia a emigrat în Argentina și s-a stabilit în provincia sudică Río Negro. 
A publicat trei volume de poezii: Molino rojo („Moara de vânt roșie”), Hecho de estampas („Din timbre”) și Estrella de la Mañana („Luceafărul de dimineață”). Personalitatea sa a inspirat personajul fictiv al lui „Samuel Tesler” din Adán Buenosayres, romanul recunoscut pe scară largă de Leopoldo Marechal.
A fost foarte interesat de religie și de viziunile religioase, parte din motivul conversiei sale de la iudaism la catolicism în 1930.
A murit în 1970 la un ospiciu de la Spitalul Borda, Buenos Aires.